# Rallye Schweden 1976
Die 26. Rallye Schweden war der 2. Lauf zur Rallye-Weltmeisterschaft 1976. Sie fand vom 20. bis zum 22. Februar in der Region von Karlstad statt.

## Klassifikationen

### Endergebnis
| Rang | Fahrer         | Co-Pilot              | Auto              | Zeit (Std./Min./Sek.) | Rückstand Sieger (Std./Min./Sek.) Rückstand V (Std./Min./Sek.) |
| ---- | -------------- | --------------------- | ----------------- | --------------------- | -------------------------------------------------------------- |
| 1    | Per Eklund     | Björn Cederberg       | Saab 96 V4        | 8:08:26               | 0:00:00 00:00                                                  |
| 2    | Stig Blomqvist | Hans Sylvan           | Saab 96 V4        | 8:10:02               | 0:01:36 01:36                                                  |
| 3    | Anders Kulläng | Claes-Göran Andersson | Opel Ascona       | 8:31:10               | 0:22:44 21:08                                                  |
| 4    | Simo Lampinen  | Arne Hertz            | Lancia Stratos HF | 8:45:48               | 0:37:22 14:38                                                  |
| 5    | Ulf Sundberg   | Mats Nordström        | Saab 99 EMS       | 8:58:35               | 0:50:09 12:47                                                  |
| 6    | Lars Carlsson  | Bob de Jong           | Opel Kadett GT/E  | 9:01:06               | 0:52:40 02:31                                                  |
| 7    | Sören Skanse   | Anders Johansson      | Volvo 142         | 9:05:37               | 0:57:11 04:31                                                  |
| 8    | Sven-Inge Neby | Gunnar Hendriksson    | Volvo 142         | 9:06:07               | 0:57:41 00:30                                                  |
| 9    | Åke Gustavsson | Göran Gustavsson      | Saab 99 EMS       | 9:07:30               | 0:59:04 01:23                                                  |
| 10   | Kaj Fyhrqvist  | Leif Malmström        | Opel Ascona       | 9:16:01               | 1:07:35 08:31                                                  |

Insgesamt wurden 28 von 63 gemeldeten Fahrzeuge klassiert:

### Herstellerwertung
| Pos. | Team   | Punkte |
| ---- | ------ | ------ |
| 1    | Lancia | 30     |
| 2    | Opel   | 22     |
| 3    | Saab   | 20     |
| 4    | Ford   | 8      |
| 5    | Fiat   | 6      |

Die Fahrer-Weltmeisterschaft wurde erst ab 1979 ausgeschrieben.